# Banco de España (metrostation)
Banco de España is een metrostation in het stadsdeel Centro van de Spaanse hoofdstad Madrid. Het station werd geopend op 11 juni 1924 en wordt bediend door lijn 2 van de metro van Madrid.